# MGM-31 (ミサイル)
MGM-31 パーシング
試験飛行中のパーシング II
- 用途：地対地戦域攻撃
- 分類：短距離弾道ミサイル、準中距離弾道ミサイル
- 製造者：マーチン（マーティン・マリエッタ）
- 運用者

  -  アメリカ合衆国（アメリカ陸軍）
  -  西ドイツ（西ドイツ空軍）
- 初飛行：1960年2月25日
- 生産数：約1,100基
  - MGM-31A/B：754基
  - MGM-31C：380基
- 運用開始：1962年6月
- 退役：1988年10月
- 運用状況：退役

MGM-31 パーシング（英: Pershing）は、アメリカ陸軍の主要な戦域レベルの兵器としてレッドストーンミサイルを置き換えるためにマーティン・マリエッタによって設計・製造された2段式固体燃料準中距離弾道ミサイルである。通称はジョン・パーシング合衆国総軍元帥にちなむ。パーシング・ミサイル・システムは、アメリカ陸軍ミサイル軍団（Missile Command, MICOM）によって管理され、アメリカ陸軍野戦砲兵隊によって展開された。

## 開発
1956年、当時のマーチン社社長ジョージ・バンカー（George Bunker）は、レッドストーン兵器廠にあるアメリカ陸軍弾道ミサイル局（ABMA）の局長ジョン・メダリス少将を表敬訪問した。メダリスは、ミサイル工場がフロリダ州ケープ・カナベラルの近くにあれば、それが陸軍にとって有利だろうと指摘した。マーチンは、フロリダ州オーランドにサンドレイク施設の建設を開始し、1957年後半に開業した。バズーカの共同発明者であるエド・ユールは、同社副社長であり、新施設のゼネラル・マネージャーであった。
1956年にアメリカ軍は、500-750nm（900-1,400km）の射程を要求仕様とする弾道ミサイルの研究を開始した。その年の後半、国防長官チャールズ・E・ウィルソンは、200mi（320km）以上の射程を持つすべてのアメリカ陸軍のミサイルを削減する「ウィルソン・メモ」を出した。そのメモが1958年に取り消された際、ABMAは開発を開始した。そのミサイルの通称は最初にレッドストーン-S（Sは固体燃料を意味するSolidの頭文字）と呼ばれ、その後間もなくパーシングに変更された。
クライスラー、ロッキード、ダグラス、コンベア、ファイアストン、スペリーランドおよびマーチンの7社は、提案を策定するのに選定された。元ミシガン州知事であった陸軍長官ウィルバー・ブラッカーは、契約をミシガン州の企業に与えるために、明らかに地元から圧力をかけられていた。クライスラーはミシガン州からのただひとつの契約者であったが、メダリスは決定をABMAの手に完全に委ねるようにブラッカーを説得した。メダリス将軍とアーサー・ルドルフ博士による選定作業の後、政府の技術的な監督と設計概念管理の下、パーシング・システムの研究、開発および初期生産のCPFF（cost-plus-fixed-fee、原価および固定契約金）契約がマーチン社（1961年の合併の後の後のマーティン・マリエッタ）に与えられた。マーチンのパーシング担当品質管理マネージャー、フィル・クロスビーは、システムの生産性と信頼性を強化したゼロ・ディファクト（Zero Defects、ZD運動）の概念を開発した。

## 各型
XM-14
研究開発試験用試作
XM-19
XM14の訓練用不活性弾頭弾（イナート弾）
XMGM-31A
1962年の名称統一に伴う命名規則変更のため1963年6月に改名されたXM-14
XMTM-31B
1962年の名称統一に伴う命名規則変更のため1963年6月に改名されたXM-19
MGM-31A
パーシング I（初期生産型）、パーシング Ia
MGM-31B
パーシング II

### パーシング I

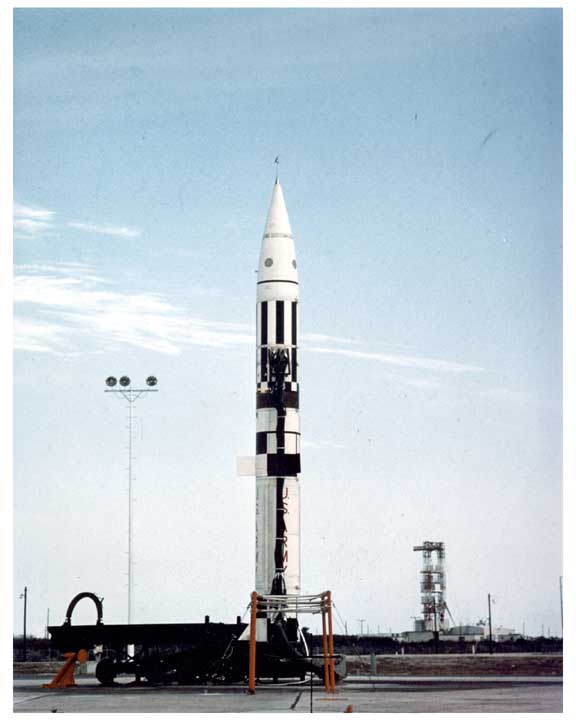
初飛行前のXM14研究開発用試験ミサイル。1960年2月25日撮影

XM-14研究開発用試験ミサイルは、1960年2月25日に初めて発射された。パーシングは、ドワイト・D・アイゼンハワー大統領のために、展示の一部として1960年5月にフォート・ベニングで初めて公の場にその姿を現した。パーシングは後に、1961年のジョン・F・ケネディ大統領の就任パレードの一部としても披露された。戦術運搬/直立/発射機（Transporter Erector Launcher, TEL）からの最初の2段式での発射は、1962年1月にあった。第44野戦砲兵連隊第2ミサイル大隊は、最初の戦術的なパーシング部隊として、フォート・ジルで編成された。ケネディ大統領と政府高官は、様々な兵器システムの試射を見学するために1963年にホワイトサンズ・ミサイル実験場を訪問したが、パーシングは解説はされたものの発射はしなかった。
第56野戦砲兵隊群は、3個ミサイル大隊の親部隊となるために西ドイツのハイルブロンで編成された。第41野戦砲兵連隊第4ミサイル大隊は1963年に編成され、シュワビッシュ・ギュムント（西ドイツ）に配備された。この後に、ノイ・ウルムで第81野戦砲兵連隊第1大隊の配備が続いた。1964年に、アメリカ国防総省の研究調査がパーシングがQRA（Quick Reaction Alert）任務に戦術航空機より優れていることを示した後、国防長官はパーシング兵器システムを即応警戒（QRA）任務に割り当てた。ドイツ空軍は、フォート・ジルで訓練を開始した。第79野戦砲兵連隊第2ミサイル大隊は、韓国に配備するために編成されたが、装備が搬出される前に解散された。1965年の時点で、アメリカ陸軍3個大隊とドイツ空軍2個航空団が西ドイツで作戦可能状態にあった。

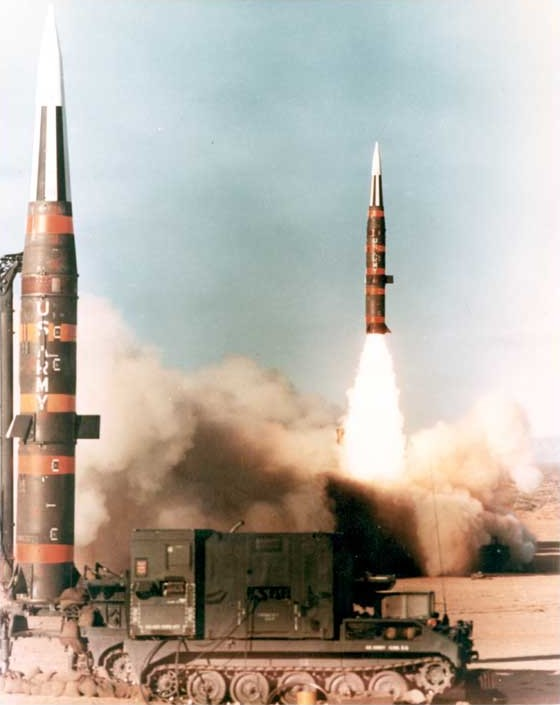
発射態勢のパーシング I。手前の車輌がPS、ほとんど隠れているが、奥の車輌がEL

パーシング Iは、全長 10.5m（34ft 5in）、直径 1.02m（3ft 4in）、重量 4,655kg（10,262lb）であった。2基のチオコール社製固体燃料ロケット・エンジンで推進され、第1段のTX-174が115kN（25,900lbf）の推力を38.3秒間、第2段のTX-175が85kN（19,100lbf）の推力を39秒間生み出した。推進飛行時間の合計は最高77秒であり、M8前後の速度に達した。固体燃料ロケット・エンジンは、簡単に停止させることができないため、射程の選択は推力反転と弾体ケースの排気口によって行われた。ロケットの各段は、接合バンドと爆発ボルトで接続され、搭載誘導コンピュータからの指示によってボルトを爆破し、接合バンドを排出する。もうひとつの爆薬はその段の前端で推力反転ポートを開き、前端で推進剤を点火する。そして、エンジンの推力の方向を逆にさせる。試験時に、第2段が弾頭の後ろに向かって引っ張られ、偏流を引き起こすことが判明したため、ケースを開き高圧ガスを排出するように爆薬がエンジンの傍らに追加された。射程に段階をつけることはできたが、最大射程は740km（460mi）であった。ミサイルは、ロケット・ノズル内のジェット・ベーンとエンジン・ケース上のエア・ベーンで操舵された。誘導は、搭載アナログ誘導コンピュータとエクリプス・パイオニアST-120（Stable Table-120）慣性誘導装置で行われ、弾頭には通常弾頭または核出力400kt（1.7PJ）のW50 核弾頭を搭載できた。
パーシング Iの発射小隊は4両のM474装軌車輌から成る。ちなみに、レッドストーンは20両の車輌を必要とした。TELはアセンブリとして2つの各段と誘導部を輸送して、弾頭を取り付け後、発射プラットホームを提供した。それはダイアモンド・マッチによって設計され、FMC社によって製造された取り外し可能な直立発射機を利用した。弾頭運搬車は弾頭本体とミサイルの位置を定めるのに用いられる方位角設定セットを輸送した。プログラマ試験ステーション（PTS）と動力ステーション（PS）は、1つの運搬車の上に設置された。PTSは、ミサイルを発射前に試験し、発射するのに用いられるコンピュータ・システムを含む移動シェルターであった。PSは、ミサイルと発射サイト地上支援装置のために電力、圧縮空気の力および調節された空気を提供した。AN/TRC-80 無線端末セット（RTS）は、パーシング・システムのために特別にコリンズ・ラジオ社（現在のロックウェル・コリンズ）によって生産された。「トラック80（AN/TRC-80）」は、ミサイルのファイアー・ユニット（火器管制装置、発射機、照準器などの装備一式をまとめてこう呼ぶ）と、より高位の指令部の間での見通し線または対流圏散乱の音声とテレタイプ通信を提供するために、ふくらませて使うディッシュ・アンテナを用いた。EL、PTS、PSおよびRTSは、運搬車から取り外すことができ、14機のCH-47 チヌークで空輸することができた。
ミサイルは、3つの経緯儀システムで、あらかじめ測量されたサイトに置かれなければならなかった（レイド・イン）。オペレーターは、電磁窓に狙いをつけるミサイルの誘導部の経緯儀を使ってミサイルを北に方位調整しなければならなかった。コントロール・ボックスを使って、それが調整されるまで、誘導部のST-120 慣性誘導装置は回転した。この時点で、ミサイルはどの方向が北であるかがわかる。
1961年に、マーチンはパーシングを元にした衛星打ち上げシステムを提案した。ペガサスは、より軽量の簡略化された誘導部と短い3段目のブースターを持ち、60lbのペイロードを210miの周回軌道、または700miの遠地点に接する楕円軌道に投入することができた。ペガサスは、パーシングの直立発射機を使用して、開けた場所ならどこにでも据え付けられることができた。マーチンは発展しつつあるヨーロッパの宇宙計画をターゲットとしていたようであるが、この計画が開発されることはなかったようである。
1965年に、アメリカ陸軍は開発、試験および評価計画を実行するためにジョンズ・ホプキンス大学の応用物理学研究所（Applied Physics Laboratory, APL）と契約を結んだ。APLはパーシング作戦運用試験部隊（Pershing Operational Test Unit, POTU）に技術支援を提供し、問題箇所を特定してパーシング・システムの性能と生存性を改善した。

### パーシング Ia

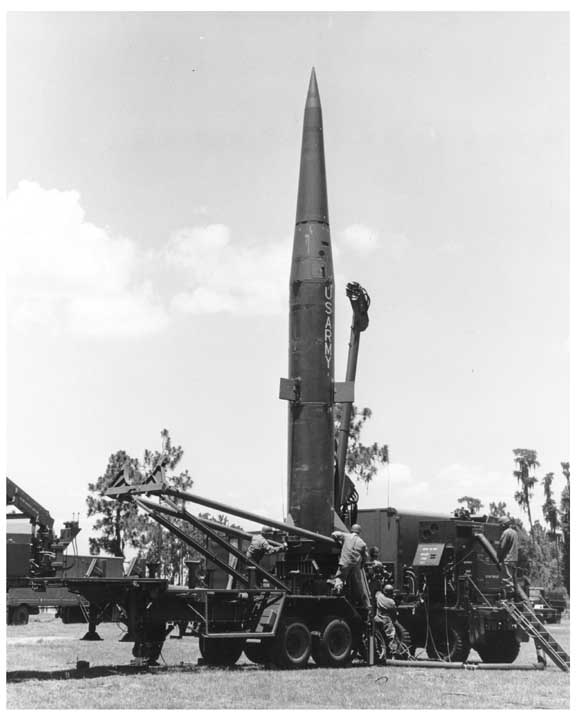
パーシング Ia

1964年に、パーシング Iの信頼性を測るために一連の運用試験と後続テストが実行された後、国防長官は、陸軍にパーシングを即応警戒（QRA）任務に適したものにするための改修仕様を定めることを要求した。パーシング Iaの開発計画は1965年に承認され、初期のパーシングは「パーシング I」に改められた。マーティン・マリエッタは、1967年中頃にパーシング Ia生産契約を受注した。第44野戦砲兵連隊第2大隊は、1969年にフォート・ジルで装備を受領した。プロジェクトSWAPは、1970年中頃までにドイツにあるパーシングの装備のすべてを置き換え、最初のユニットは迅速にQRA状態を獲得した。
パーシング Iaは即応警戒システムであり、より高速の車両、迅速な発射時間とより新しい電子機器を持っていた。発射機の総数は、1個大隊あたり8基から36基にまで増強された。それは1969年5月から配備され、1970年までに、ほとんどすべてのパーシング Iシステムは プロジェクトSWAPの下でパーシング Ia にアップグレードされた。パーシング Iaの生産は1975年に終了し、訓練中に費やされるミサイルを交換するために、1977年に再開した。1970年代中頃には、パーシング Iaシステムは、どんなサイトからでも測量を必要とせずに小隊の3基のミサイルを立て続けに発射することを可能とするために、さらなる改善がなされた。754基のパーシング I/Iaミサイルが製造され、180基がヨーロッパに配備された。
ヨーロッパの大隊は、新しい編成および器材表（Tables of Organization and Equipment, TOE）の下で再編成された。具体的には、システムの更なる安全確保を維持するために歩兵大隊の編成が承認された。これにより第56砲兵隊群が再編され、第56野戦砲兵旅団に改名された。パーシング・システムの特質上、指揮官の階級が1階級繰り上げられ、砲兵中隊は大尉の代わりに少佐が指揮し、大隊は大佐が、旅団は准将が指揮することになった。
直立発射機（EL）は、フォードM757 5tトラクターで牽引される改修されたロウボーイ・フラットベッド・トレーラーであった。エレクション・ブームは、3,000psiの油圧空気圧併用システムを使用して9秒で水平位置から垂直位置まで約5tのミサイルを立ち上げることができた。PTSとPSは、フォードM656 トラクターに取り付けられた。発射時の起動は、発射機付近に配置されるか、砲兵中隊指揮本部（BCC）に据え付けられた遠隔発射ボックスから実行された。3基の発射機につき1つのPTSが制御を担当したが、1基の発射が完了すると10本の大きなケーブルを次の発射機へ移動する必要があった。
ミサイル・コンポーネントへのアクセスをより簡単にし、メンテナンスを減らし、信頼性を改善するためのミサイルとPSを再パッケージする努力は、1974年に完了した。新型のデジタル誘導/制御コンピュータは、アナログ制御コンピュータとアナログ誘導コンピュータの機能を1つのパッケージに統合した。平均補正メンテナンス時間は、8.7時間から3.8時間にまで減少し、信頼性は、平均故障間隔が32時間から65時間にまで改善された。1976年に、連続発射アダプター（Sequential Launch Adapter, SLA）と自動参照システム（Automatic Reference System, ARS）が導入された。SLAは、10両のトレーラーに取り付けられた自動切換装置であり、PTSが3つすべての発射機に接続されたままであることを可能にした。これは、3つすべての発射機がホット状態（いつでも発射できる状態）のままであるのを可能にし、発射間隔を大幅に短くした。ARSはミサイル内の北方捜索ジャイロとST-120へのレーザー・リンクを含み、従来ミサイルの照準、方位調整に用いられていた経緯儀を不要にした。一旦ARSが準備されるならば、コールド状態（弾体は手元にあるが、発射機に乗せられていない、液体燃料ロケットの場合は推進剤を充填していないなどすぐに発射できない状態）のミサイルは非常に短い時間で方位調整されることができた。

### パーシング II

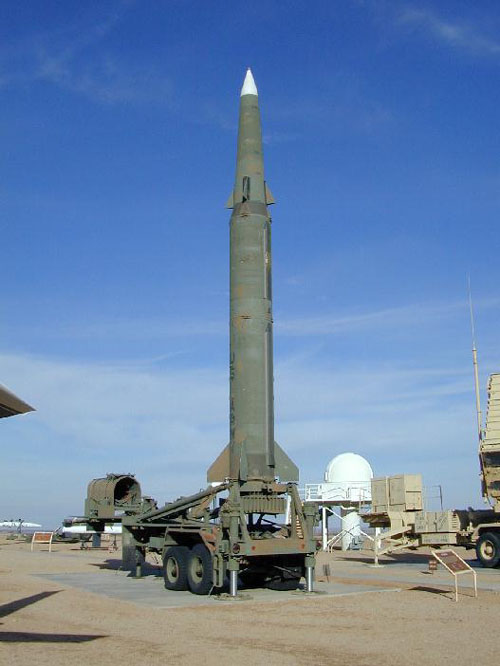
セミトレーラーに搭載されたパーシング II

タスク・フォースは、後継のシステムの開発を開始するために1973年に設立された。400kt弾頭はQRA任務には過剰な威力であり、より小さな弾頭で精度のほうを求められた。契約は1975年にマーティン・マリエッタと結ばれ、最初の開発発射は1977年から始まった。パーシング IIは、5-50ktの可変核出力を持つ新型のW85 核弾頭または地中貫通（ペネトレート）するW86 核弾頭（核搭載バンカー・バスター）を使うことになっていた。弾頭はアクティブ・レーダー誘導の機動再突入体（Maneuverable Reentry Vehicle, MaRV）でパッケージされることになっていて、パーシング Iのロケット・エンジンで発射される。1975年、アメリカは、イスラエルからの新型のパーシング IIの売却要請を断った。
ソビエト連邦は、1976年にRT-21M パイオニア（SS-20）の配備を開始した。SS-20の最初のバージョンが4,400km（2,700mi）の射程と2つの弾頭を持っていたため、パーシング IIの要求仕様はこれに対抗するために射程を1,600km（900mi）に増やすように変更された。SALT IIでの合意のために、新たに発射機を製造することはできなかったため、パーシング Iaの発射機をアップグレードし、新しいミサイルのほうをこれに搭載できるように合わせなければならなかった。硬化目標能力とW86 核弾頭は1980年にキャンセルされ、製造されたすべてのパーシング IIはW85 核弾頭を搭載していた。
パーシング IIの新型ロケット・モーターは、ハーキュリーズによって造られた。弾体重量を抑えるためにロケット・ボトルは、アルミニウム製接続リングを持つケブラー繊維が用いられていた。再突入体（RV）は、誘導および制御部（Guidance and Control Section, G&CC）、弾頭部（WHD）およびレーダー部（RS）から成った。G&CCは、バックアップとして純粋な弾道モードで的確なミサイルを誘導することができるシンガー・ケアフォットの慣性誘導装置も持っていた。主誘導装置は、グッドイヤー・エアロスペースのアクティブ・レーダー誘導装置であった。目標地域のレーダー地図を用いて、ミサイルはCEP 30m（100ft）の精度を持っていた。
以前のシステムに必要とされた車載PTSの機能は、発射機の横にあるパネルにまとめられた。発射機を移動するための移動力は、アメリカの部隊のためのM983 HEMTTとドイツの部隊のためのMAN トラクターであった。トラクターは、ミサイル・アセンブリのために使われるクレーン、および電力を発射機とミサイルに提供するための発電機を持っていた。新型の誘導装置は自己方位調整機能を持っていたため、発射機はいかなる測量サイトにでも据え付けられることができ、数分で発射されることができた。
パーシング II ミサイルは、ほぼ380基が製造され、これらは1984年1月から西ドイツで最初に配備された。1985年後半までに合計108の発射機のヨーロッパへの配備が完了した。

### パーシング Ib とパーシング II RR
パーシング Ibは、パーシング Iaと同等の射程を持つパーシング IIの単段式バージョンであった。パーシング Ibはドイツ空軍で運用されるパーシング Iaミサイルを置き換えることを目的としていたが、中距離核戦力全廃条約によってドイツ空軍がパーシング Iaの廃棄に同意したため配備されることはなかった。パーシング II RR（Reduced Range）は、発射機の総数を増やせないことから2基の単段式のパーシング IIを搭載できるように発射機を修正しようという後継の思想であった。ミサイルの搭載の仕方は、それまで1基のミサイルをトレーラーの中央にまっすぐ搭載していたものを、脇に寄せてやや斜めにし、2基のミサイルの向きを反対にして互い違いになるように搭載するというものであった。

## 撤去

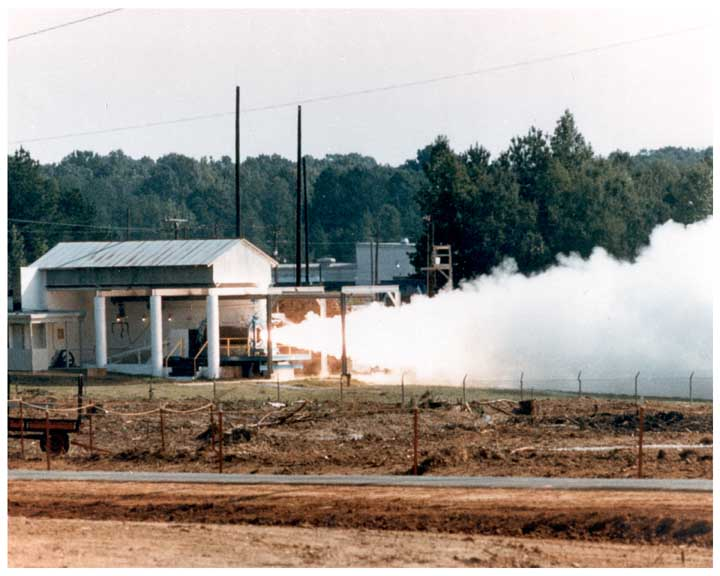
固定された状態で燃焼されるパーシングのロケット・モーター

パーシング・システムは、1988年5月27日に中距離核戦力全廃条約（INF条約）にアメリカが批准した後に廃棄された。
パーシング・ミサイルは、1988年10月に退役し、1991年5月にテキサス州カドー湖の近くのロングホーン陸軍弾薬工場でロケット・エンジンの静態燃焼の後、押し潰すことによって破壊され、最期を迎えた。
INF条約はアメリカ合衆国とソビエト連邦の2国間の条約であったが、当時の西ドイツ首相ヘルムート・コールとドイツ空軍は軍備の目録から一方的にパーシング Iaシステムを抹消することに同意し、1991年にミサイルを破壊した。

## 遺産

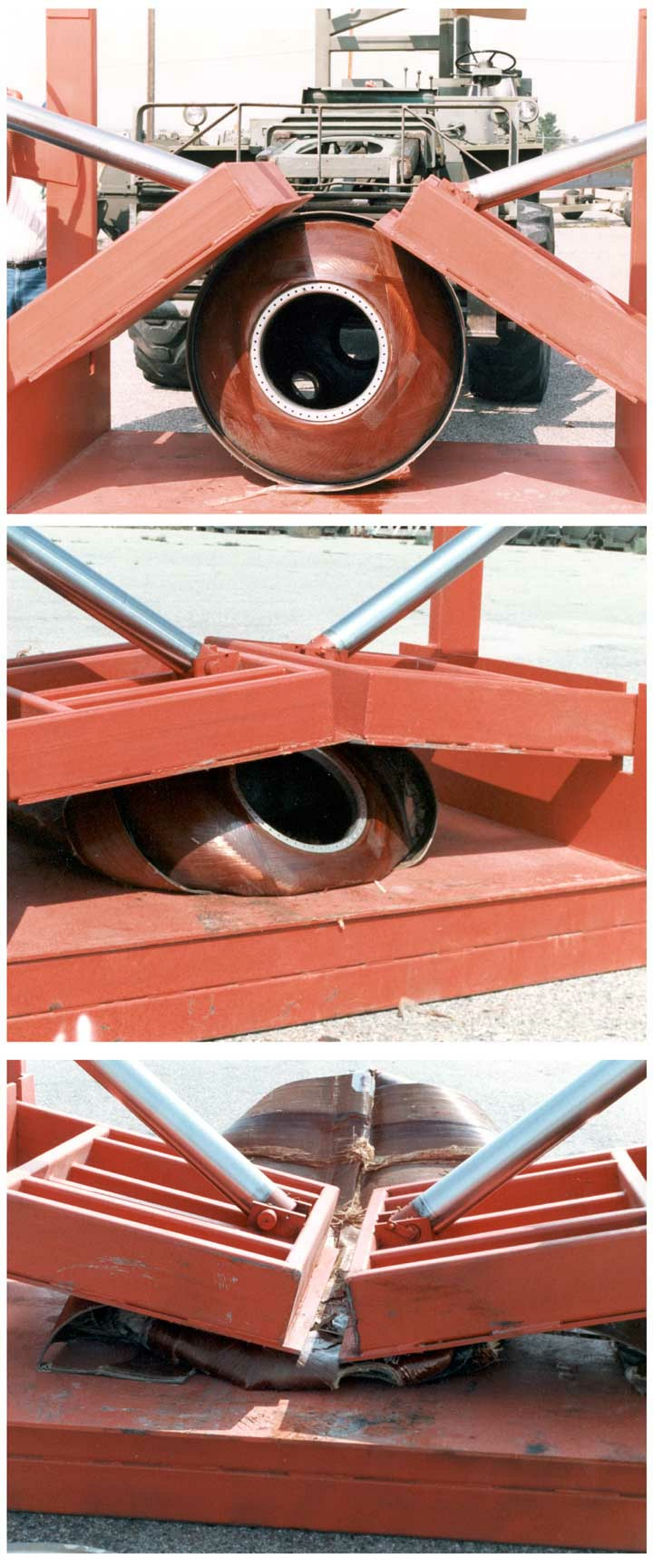
押し潰されていくパーシングの部品

INF条約は、発射機とロケット・エンジンの破壊に適用されるだけであったため、パーシング II ミサイルで使われたW85 核弾頭は取り外されて改修され、B61 核爆弾に再利用された。パーシング IIの誘導部は、ヘラミサイルで再利用された。
INF条約は、実弾として使用できない15基のパーシング IIミサイルを展示目的のために保存することを許した。1基は、現在ソビエト連邦のSS-20 ミサイルと一緒にスミソニアン博物館の米国立航空宇宙博物館に展示されている。もう1基もSS-20と共にロシアのモスクワにある中央軍隊博物館にある。何基かの不活性化されたパーシング Iおよびパーシング Iaミサイルは、アメリカとドイツで展示されている。
パーシングおよびSS-20 ミサイルからのスクラップ材が、いくつかのプロジェクトで使われた。ツェレテリ（Zurab Tsereteli）は、「Good Defeats Evil」という題の、核戦争のドラゴンと戦っているセント・ジョージの記念碑的な銅像（高さ39ft、重さ40t）を作成した。そのドラゴンはパーシングとSS-20 ミサイルの一部から作られている。その彫像は1990年にソビエト連邦によって国連に寄付され、ニューヨーク市の国際連合ビルのグラウンドにある。
1991年に、災害救援のためのレナード・チェシャー世界記念基金（Leonard Cheshire's World Memorial Fund）は、そのスクラップ材でできている団体ロゴのバッジを販売した。筆記具メーカーのパーカーは、ミサイルのスクラップ材でできている記念基金のバッジとセットのペンを作製し、収益の半分が基金へ寄付された。
2000年、何人かのアメリカ陸軍のパーシング部隊の退役軍人は仲間の退役軍人を捜すこと、パーシング・システムに関する情報と遺産の収集を始めることを決めた。2004年に、パーシング・ミサイル・システムとその運用に従事した兵士の歴史を保存し、解説し、これらに対する関心を高めるためと、パーシングが世界の歴史で演じた役割のより深い認識を促すためにそのような情報を現代と将来の世代が接することができるようにするために長期的な目的に対処するためにパーシング・プロフェッショナル協会を法人化した。パーシング・システムの安全確保を任務とした第4歩兵連隊第2大隊の退役軍人は、パーシング・タワー・ラッツ（Pershing Tower Rats）として知られる支部を結成した。また、ドイツの2つのドイツ空軍ミサイル航空団も退役軍人団体を結成した。

## 仕様
出典：Designation-Systems.Net

### MGM-31A パーシング I
- 全長：10.5m（34ft 7in）
- 直径：1.02m（40in）
- 発射重量：4,655kg（10,275lb）
- 速度：M8
- 射程：740km（460mi）
- 機関
  - 第1段：チオコール TX-174 固体燃料ロケット・モーター
推力：115kN（26,000lbf）
燃焼時間：38.3s
  - 第2段：チオコール TX-175 固体燃料ロケット・モーター
推力：85kN（19,200lbf）
燃焼時間：39s
- 弾頭：W50 熱核弾頭（核出力：400kt）

### MGM-31B パーシング II
- 全長：10.6m（34ft 9.7in）
- 直径：1.02m（40in）
- 発射重量：7,490kg（16,540lb）
- 速度：M8+
- 射程：1,770km（1,100mi）
- 機関：ハーキュリーズ 2段式固体燃料ロケット・モーター
- 弾頭：W85 熱核弾頭 MaRV（核出力：5-50kt）